# Abdullah the Butcher
Lawrence Robert "Larry" Shreve (nascido em 11 de janeiro de 1941) melhor conhecido como Abdullah the Butcher (em português, "Abdullah o Açogueiro"), e por vezes ainda The Madman from the Sudan ("O Demente do Sudão"), é um lutador de wrestling profissional canadense semi-aposentado conhecido como um dos mais brutais lutadores do wrestling "hardcore" profissional de todos os tempos. Ele debutou no final da década de 1950, e é um indutado do WWE Hall of Fame, classe de 2011.
As cicatrizes em sua testa são ditas terem sido causadas por suas sangrentas lutas. De acordo com Mick Foley, Shreve costumava inserir nestas cicatrizes fichas de apostas para exibir-se em cassinos, entretendo - ou causando espanto - ao demonstrar o quanto eram profundas. Porém, o colega de profissão New Jack alegou em uma entrevista que estas grandes cicatrizes na cabeça de Shreve foram implementadas cirurgicamente.
Sendo um artista marcial amador, Shreve possui conhecimentos em judô e karatê, frequentemente utilizando estes conhecimentos em suas lutas no wrestling profissional. Estas habilidades tornam-se visíveis em seus arremessos no estilo do judô, bem como em seus golpes característicos do karatê.

## Inicio de vida
Shreve nasceu em 2 de novembro de 1941 e cresceu em Windsor emOntario, Canada como parte de uma família de dez pessoas em condições realmente precárias.  Ele aprendeu karatê e judô ainda bem jovem, e passou estes ensinamentos à colegas em seu quintal, eventualmente conclamou ter conseguido o sétimo grau de mestre nas disciplinas.

## Carreira
Com seu enorme tamanho e grande peso, Shreve chamou a atenção do promotor de Montreal Jack Britton, e logo fez sua estreia no wrestling profissional em 1958, quando tinha 17 anos. Inicialmente, ele competiu em inúmeros territórios independentes no Canadá sob os mais diversos nomes, como Pussycat Pickens, Kuroi Jujutsushi (The Black Wizard) e Zelis Amara. Porém, isto terminou tão logo ele criou para sí sua lendária personalidade (gimmick) do árabe maligno e sádico; e em uma luta contra Gino Brito (o filho verdadeiro de Jack Britton), Abdullah the Butcher distinguiu-se como o maior e mais temido fora-da-lei dos ringues ao quebrar uma cadeira na cabeça de Brito e depois agredi-lo até que ficasse inconsciente.
Tais atos de violência pura foram apenas o início para o terrível Abdullah the Butcher, cuja figura aterradora, violência excessiva e completo desapego pela segurança própria ou a de seus oponentes rapidamente estabeleceram sua reputação brutal e implacável. As lutas de Abdullah quase sempre tornavam-se banhos de sangue, e ele tornou-se conhecido por sua infame atitude de ferir seus oponentes com seu garfo - que tornou-se sua marca registrada - ou ainda com qualquer outra arma que pudesse encontrar. Em adição ao seu estilo "hardcore", Abdullah the Butcher foi revolucionário em seu hábito de nunca manter-se no mesmo território por muito tempo, isto para evitar tornar-se banalizado, e assim mantendo a notoriedade de seu personagem. Constantemente vagando de região para região, Abdullah propagou sua reputação como o mais violento lutador de wrestling profissional do mundo. Constantemente, ele era trazido a um território como uma espécie de "assassino contratado" para destruir um grande herói favorito do público daquele show, e o anúncio de suas aparições atraíam enorme interesse local.
Uma vez que seu personagem requeria que ele não falasse inglês de forma alguma (mesmo sendo esta sua língua nativa na realidade), Abdullah acabou por possuir um  número extraordinário de representantes durante o curso de sua longa carreira, incluindo entre estes Gary Hart, Paul Jones, Eddie Creatchman, Black Baron, The Grand Wizard, J.J. Dillon, Damien Kane, Larry Sharpe, Oliver Humperdink, Buddy Colt, George Cannon, Bearcat Wright, Big Bad John, Gentleman Jim Holiday, e Rock Hunter, todos mostrados como únicos que podiam controlar o “Louco Sudanês”, enquanto também faziam a maior parte de suas falas em promoções de lutas e entrevistas. No entanto, ele mesmo fez suas próprias falas em promoções japonesas, onde não se existia tanto vigor em tomar a personalidade de um lutador de wrestling tão a sério.

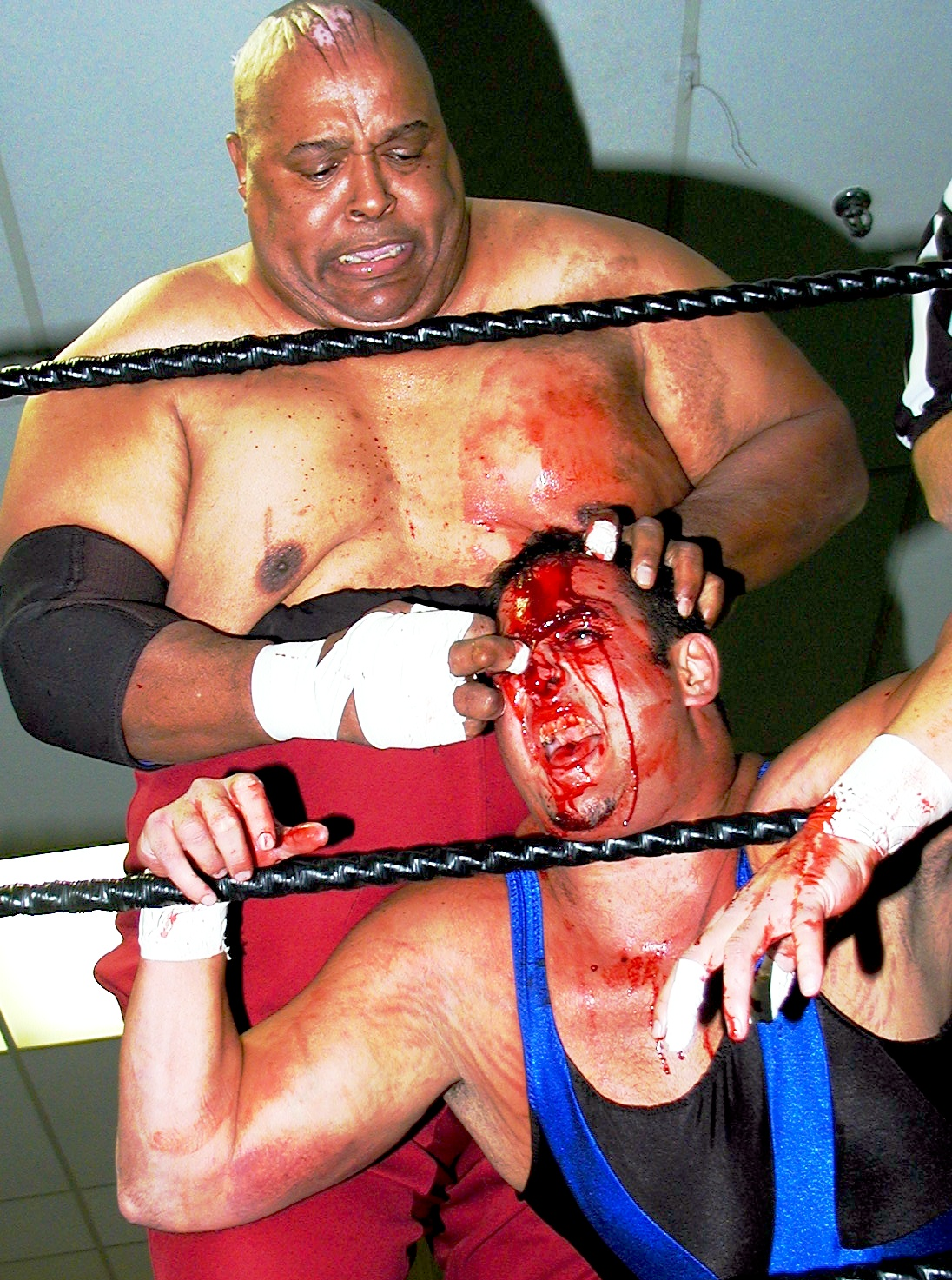
Abdullah the Butcher lutando em 2004

Como resultado de suas viagens constantes, Abdullah the Butcher normalmente servia como atração especial, nunca sendo de fato um contentor à títulos. Subsequente, Abdullah nunca conquistou sequer um Título Mundial de Pesos-Pesados por uma promoção que tivesse alcance global, apesar de ter angariado uma miríade de títulos regionais durante sua carreira. Ele venceu seu primeiro grande campeonato na data de 23 de outubro de 1967 ao aliar-se à Dr. Jerry Graham para derrotarem John Tolos e Carlos Tolos pelo Campeonato Canadense de "Tag Team" da NWA em Vancouver. Alguns anos mais tarde, aventurar-se-ia pela região de Montreal, onde teve 3 reinados como Campeão Internacional dos Pesos-Pesados pela IWA entre 1969 e 1972, rivalizando neste interím com Ivan Koloff e Johnny Rougeau. Mais tarde serviria como o primeiro dos fora-da-lei no território de Calgary da Stampede, capturando o Campeonato Canadense da promoção NWA, bem como tendo tido 6 reinados como Campeão dos Pesos-Pesados Americano durante o início dos anos 1970. Em 24 de junho de 1972, ele derrotou Ernie Ladd em Akron, Ohio para conseguir seu primeiro Campeonato dos Pesos-Pesados da NWF. Já pela metade da década de 1970, ele frequentemente apresentava-se em Detroit, Michigan no território da Big-Time Wrestling, onde iniciou uma clássica rivalidade com a lenda local, The Sheik. Ele aliou-se com “Killer” Tim Brooks para conquistar a versão regional do Campeonato Mundial de "Tag Team" da NWA antes de vencer Bobo Brazil em 8 de fevereiro de 1975 pelo Campeonato dos Estados Unidos da NWA.
Com o grande sucesso na América do Norte, Abdullah the Butcher tornaria-se também famoso em muitos outros lugares do mundo, apresentando-se no Extremo Oriente, Europa, no Caribe, Austrália e África. Em 12 de março de 1974, ele viajou até a Nova Zelândia, onde conquistou o prestigioso Título do Império Britânico "Commonwealth" ao derrotar o lendário campeão nacional John DaSilva. Abdullah ainda estabeleceria-se como uma das principais atrações no Japão, onde competiu como parte de um campeonato que terminou por tronar Giant Baba como Campeão  inaugural dos Pesos-Pesados da PWF da All-Japan em fevereiro de 1973. Em 18 de outubro de 1978, Abdullah venceria este mesmo prestigiado cinturão da PWF ao derrotar a lenda europeia e ex-campeão da AWA Billy Robinson; e mais tarde, em 13 de outubro de 1980, derrotou também Jumbo Tsuruta para capturar o Campeonato Nacional Unificado dos Pesos-Pesados da NWA. Sua rivalidade com Terry Funk ainda hoje é considerada como uma das feuds mais memoráveis no Japão, e Funk declara que uma de suas 3 principais lutas de sua carreira foi contra Abdullah the Butcher.
Ele aportou na World Class Championship Wrestling em 1986, onde derrotou The Great Kabuki pelo título "Texas Brass Knuckles" e declarou guerra contra o igualmente selvagem Bruiser Brody. Contudo, talvez um dos mais memoráveis momentos de Abby ocorreu em Porto Rico, onde foi declarado o primeiríssimo Campeão Universal dos Pesos-Pesados da WWC em julho de 1982, seguindo-se mais 3 reinados como campeão porto-riquenho entre 1978 e 1981. Sua violentas lutas contra Carlos Colón e Hercules Ayala são lendárias; e por muito tempo depois ainda permaneceu uma das principais atrações da área, mais recentemente tendo derrotado Carly Colón para seu quinto título universal, em 3 de janeiro de 2004.

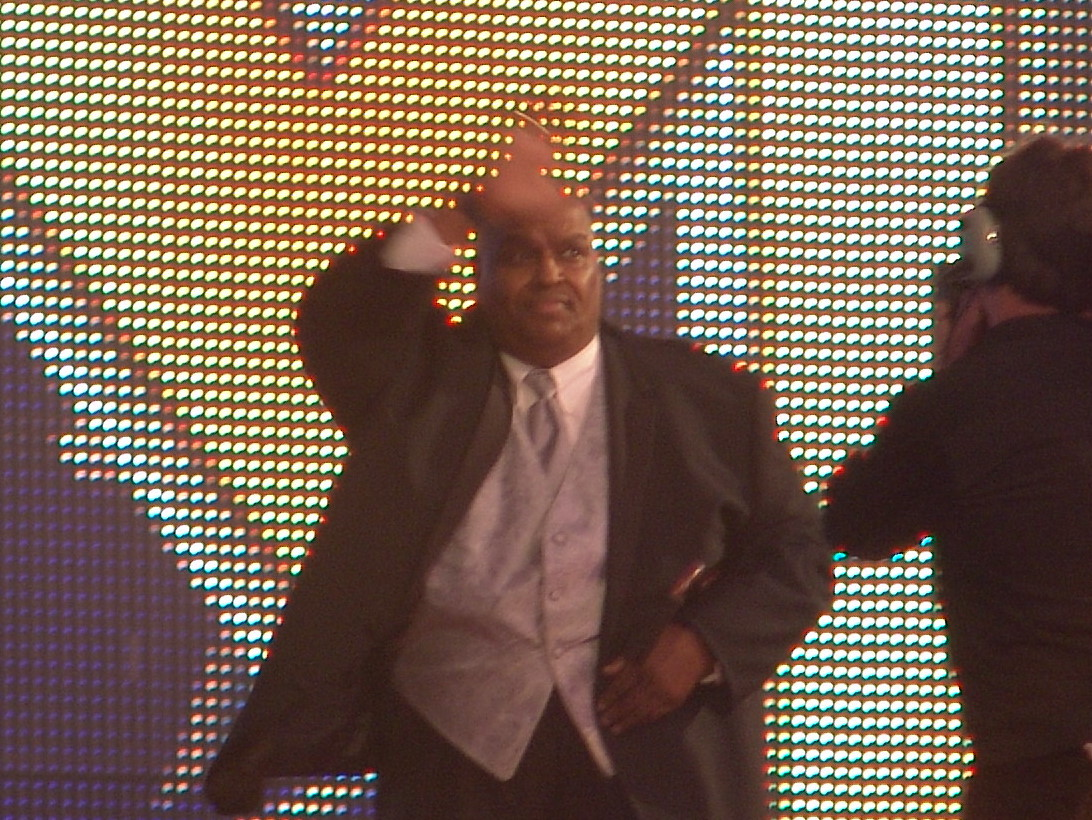
Butcher no WrestleMania XXVII, como um membro do "Hall of Fame".

Ele foi apresentado na World Championship Wrestling saído de um enorme embrulho de presente. Este embrulho gigante seria o presente de Cactus Jack para o aniversário de Sting. Este abriu a caixa e foi brutalmente atacado por Abdullah, llevando tanto ele quanto Cactus a rivalizarem com Sting após o incidente. A feud culminou em uma luta "Chamber of Horrors" (Câmara dos Horrores) no evento Halloween Havoc de 1991, no qual Cactus acidentalmente eletrocutou Abdullah em uma cadeira elétrica, levando ambos os ex-aliados a iniciarem uma breve rivalidade.
Em 1993, Abdullah chegou à ECW, onde participou de um storyline com Kevin Sullivan, Terry Funk e Stan Hansen, e lutou nos eventos Ultra Clash e Bloodfest.
No final de 2002, Abdullah fez uma única aparição no Ring of Honor como parceiro de Homicide, enfrentando juntos o Carnage Crew numa sangrenta luta Bunkhouse Brawl no evento Night of the Butcher.
Em 2007, a WWE e a empresa Jakks Pacific lançaram uma figura completa de Abdullah the Butcher como "WWE Superstar clássico" com as marcas de lâminas em sua cabeça. Um DVD também foi lançado com o nome The Triumph and Tragedy of World Class Wrestling que inclui uma sangrenta luta na gaiola entre Abdullah the Butcher e seu famoso rival Bruiser Brody.
No aniversário da WWC em 2007, o show foi dedicado ao legado de Abdullah the Butcher e suas infindáveis contribuições para a WWC. Em 13 de dezembro de 2008 Shreve lutou contra Balls Mahoney em Bayamon, Porto Rico, durante o evento anual WWC Lockout.
Abdullah declarou "Eu estarei ativo ao longo de minha permanência no Japão". E de fato foi. Durante julho de 2009, ele apresentou-se na Dragon Gate e na Hustle Wrestling. Ele ainda competiu no super-evento da New Japan Pro Wrestling, "Wrestle Kingdom IV in Tokyo Dome" em 4 de janeiro de 2010, assim como continuou a apresentar-se na promoção independente Osaka Pro Wrestling.
Em 2009, Abdullah fez uma aparição no Festival Decatur Book, onde enfrentou o escritor Michael Muhammad Knight, marcando esta oportunidade como a primeira luta de wrestling profissional já realizada num festival de literatura. Abdullah decimou Knight com cadeiras, garfos e outros muitos objetos-armas sem nem ao menos ter pisado no ringue. Knight foi levado do festival em uma ambulância e recebeu 46 pontos. Em um programa chamado "Right After Wrestling" em março de 2011 apresentado por Arda Ocal e Jimmy Korderas, Abdullah admitiu que sua principal preferência para um oponente a se enfrentar era Lou Thesz
Na data de 2 de abril de 2011, Abdullah The Butcher foi indutado na cerimônia anual do WWE Hall of Fame que deu-se em Atlanta, ocasião em que foi estrondosamente ovacionado por muitos grandes nomes no wrestling profissional ali presentes. Também em 2011, Abdullah voltou a Georgia Championship Wrestling como um mentor e conselheiro de um lutador local, conhecido como The Congo Warrior.
No início de 2012, Abdullah the Butcher apareceu no programa de rádio Wrestling Marks of Excellence e disse que tinha dado seu anel do WWE Hall of Fame para seu irmão, dizendo que ele tinha sido negócio para atrair pessoas do mundo todo e que deveria ter sido introduzido há décadas.

## Legado
Além de seu estilo violento de lutar, seus hábitos alimentares também tornaram-se "famosos" no mundo do wrestling. Ele já foi mostrado comendo a gravata de um anunciante, um peixe cru inteiro e até mesmo já apareceu certa vez chocando toda a plateia ao arrancar com os dentes a cabeça de uma galinha viva. Seu estilo imprevisível e ultraviolento serviram como inspiração para muitos outros lutadores de wrestling profissional, entre estes “Maniac” Mark Lewin, Kevin Sullivan, Cactus Jack, Kamala e Sabu, entre outros mais. Ele ainda compete em circuitos independentes em uma carreira que já atingiu sua quinta década.
Abdullah trabalhou em praticamente todas as promoções mais expressivas do mundo, sendo a única exceção a TNA (ele trabalhou para a WWF na década de 1970)

## Vida pessoal
Shreve era dono de 2 restaurantes (um em Atlanta, Georgia, o outro no Japão) chamados "Abdullah the Butcher's House of Ribs and Chinese Food" (Casa das Costelas e Comida Chinesa). Shreve está constantemente disponível para encontros com fãs e tardes de autógrafos. Ele e seu famoso restaurante fazem uma pequena aparição no videoclipe da música "Damn!" do grupo Youngbloodz. O mesmo restaurante ainda é referenciado num filme de 2006 chamado "ATL", durante uma cena em que os personagens discutem sobre um churrasco local. Em 24 de julho de 2016, foi relatado que Shreve havia fechado seu restaurante em Atlanta.
O WWE Hall of Famer, Billy Graham, pediu o nome de Shreve retirado do Hall, dizendo: "É uma organização sem vergonha de induzir um animal sedento de sangue, tais como Abdullah the Butcher em seu Hall of Fame inútil e embaraçoso. Eu quero o nome de Billy Graham retirada dela." A indignação de Graham foi devido a acusações de longa data que Shreve havia infectado outros lutadores com hepatite C através do corte com uma lâmina sem o conhecimento dos lutadores. Em resposta para Graham, Shreve mencionou sua antiga amizade, questionou sua indignação e afirmou que não foi infectado com a doença. No mesmo ano, o lutador canadense Devon Nicholson, disse ter contraído hepatite C, quando Shreve o cortou sem sua permissão. Em 3 de junho de 2014, um tribunal de Ontário decidiu em favor de Nicholson e ordenou Shreve a pagar U$ 2,3 milhões em danos. A "Fulton County Court of Georgia" determinou que o julgamento canadense seria mantido no Estado da Geórgia, onde Shreve reside.

## No wrestling
- Movimentos de finalização
  - Bottom Rope Splash
  - Jumping Headbutt
  - The Freight Train / The Butcher's Axe / Sudanese Meat Cleaver (corrida com um elbow drop apontado para a garganta)[4]
- Movimentos secundários
  - Diving double foot stomp
  - Dropkick[4]
  - Throat thrust[4]
- Objetos
  - Garfo
  - Vidro quebrado
- Representantes

- Paul Jones
- Gary Hart
- Oliver Humperdink
- James J. Dillon
- Jimmy Hart
- Paul E. Dangerously
- Paul Ellering
- Skandor Akbar
- Harley Race e The Sheik
- Adnan El Kassey
- Gentleman Jim Holiday
- Hugo Savinovich
- The Grand Wizard
- Eddie Creatchman
- Chicky Starr
- Rico Suave
- Rip Rogers
- Tully Blanchard
- Mike Rotunda
- The Cuban Assassin
- Frenchy Martin
- Damien Kane
- James Mitchell
- Sir Dudley Clemens
- "Honest" John Cheatum
- Rock Hunter
- "Playboy" Johnny Lee
- The Mysterious Sheik
- The Great Mephisto

- Alcunhas
  - "Kuroi Jyujyutsushi" (japonês para O Xamã Preto)
- Temas de entrada
  - "One of These Days" por Pink Floyd (Japão)

## Títulos e prêmios
Os títulos estão dispostos com seus nomes originais.
- All Japan Pro Wrestling
  - NWA International Tag Team Championship (1 vez) - com Ray Candy[20]
  - NWA United National Championship (1 vez)[21]
  - PWF United States Heavyweight Championship (1 vez)[22]
  - PWF World Heavyweight Championship (1 vez)[23]
  - Champion Carnival (1976, 1979)[24][25]
  - Campeão do Korakuen Hall Heavyweight Battle Royal de 4 de janeiro (2008)[26]
- Big Japan Pro Wrestling
  - BJW Deathmatch Heavyweight Championship (1 vez)[27]
- Central States Wrestling
  - NWA Central States Tag Team Championship (2 vezes) - com Roger Kirby
- Georgia Championship Wrestling
  - NWA Georgia Heavyweight Championship (1 vez)[28]
  - NWA Georgia Television Championship (1 vez)[29]
  - NWA Macon Heavyweight Championship (1 vez)
- International Wrestling Association
  - IWA International Heavyweight Championship (3 vezes)
- Lutte Internationale
  - Canadian International Heavyweight Championship (1 vez)[30]
- Midwest Wrestling Federation
  - MWWF Heavyweight Championship (2 vezes)[31]
- NWA All-Star Wrestling
  - NWA Canadian Tag Team Championship (versão de Vancouver) (2 vezes) - com Dr. Jerry Graham (1) e Armand Hussein (1)[32]
  - NWA World Tag Team Championship (versão de Vancouver) (1 vez) - com Dr. Jerry Graham[33]
- NWA Detroit
  - NWA United States Heavyweight Championship (versão de Detroit) (1 vez)
  - NWA World Tag Team Championship (versão de Detroit) (1 vez) - com Killer Tim Brooks
- NWA New Zealand
  - NWA New Zealand British Commonwealth Championship (1 vez)
- NWA Southwest
  - NWA Texas Hardcore Championship (NWA Texas Brass Knuckles Championship) - (1 vez)[34]
- National Wrestling Federation
  - NWF Heavyweight Championship (2 vezes)[35]
  - NWF International Championship (1 vez)
- Pro Wrestling Illustrated
  - A PWI o colocou na posição # 54 entre os 500 melhores lutadores de wrestling profissional solo do "PWI Years" em 2003[36]
- Stampede Wrestling
  - NWA Canadian Heavyweight Championship (versão de Calgary) (1 vez)[37]
  - Stampede North American Heavyweight Championship (6 vezes)[38]
- Tokyo Pro Wrestling
  - TPW Tag Team Championship (1 vez) - com Benkei
- Tokyo Sports
  - Prêmio de Popularidade (1978, 1980)[39][40]
  - Prêmio de Luta do Ano (1979) com Tiger Jeet Singh vs. Antonio Inoki e Giant Baba em 26 de agosto[39]
- World Class Wrestling Association
  - WCWA Brass Knuckles Championship (1 vez)
- World Wrestling Council
  - WWC Caribbean Heavyweight Championship (2 vezes)[41]
  - WWC North American Heavyweight Championship (2 vezes)[42]
  - WWC Puerto Rico Heavyweight Championship (3 vezes)[43]
  - WWC Universal Heavyweight Championship (5 vezes)[44]
- Trinidad and Tobago Wrestling Association
  - TTWA World Heavyweight Championship
- Wrestling Observer Newsletter awards
  - Wrestling Observer Newsletter Hall of Fame (Classe de 1996)[45]
- World Wrestling Entertainment
  - WWE Hall of Fame (Classe de 2011)